# Bubalus
A Bubalus az emlősök (Mammalia) osztályának párosujjú patások (Artiodactyla) rendjébe, ezen belül a tülkösszarvúak (Bovidae) családjába és a tulokformák (Bovinae) alcsaládjába tartozó nem. Az ide tartozó fajok ázsiai bivalyok néven is ismertek, megkülönböztetve őket az Afrikában honos kafferbivalytól (Syncerus caffer).

## Kifejlődésük
Eddig Eurázsiából és Afrikából számos bivalykövület került elő. A kövületek molekuláris vizsgálata azt mutatta, hogy a Bubalina és Bovina alnemzetségek körülbelül 13,7 millió évvel ezelőtt, azaz a miocén kor közepetáján váltak ketté. A Bubalus és a Syncerus nemek pedig ugyanennek a kornak a vége felé, vagyis 9,1-8,2 millió évvel ezelőtt váltak szét.

## Rendszerezés
Az évek során a különböző kutatók és szervezetek között - Zoológiai Nevezéktan Nemzetközi Kódexe, Élelmezésügyi és Mezőgazdasági Világszervezet, stb. - számos vita folyt arról, a vad vízibivaly és a házi vízibivaly egy fajt alkot-e, vagy manapság külön fajoknak tekinthetők-e. Az őstulok (Bos primigenius) és szarvasmarha (Bos taurus) mintájára, manapság a legtöbben a két bivalyt külön, önálló fajnak tartják, ámbár nem mindenki.
A nembe az alábbi 5 élő faj és 11 fosszilis faj tartozik:
- vad vízibivaly (Bubalus arnee) (Kerr, 1792)
- †Bubalus brevicornis (Young, 1936)
- házi vízibivaly (Bubalus bubalis) (Linnaeus, 1758) - típusfaj
- †Bubalus cebuensis Croft, Heaney, Flynn & Bautista, 2006[9]
- alföldi anoa (Bubalus depressicornis) (C. H. Smith, 1827)
- †Bubalus grovesi Rozzi, 2017[10]
- †Bubalus mephistopheles Hopwood, 1925[11]
- mindorói bivaly (Bubalus mindorensis) (Heude, 1888)
- †Bubalus murrensis Berckhemer, 1927[12]
- †Bubalus palaeindicus (Falconer, 1859)
- †Bubalus palaeokerabau E. Dubois, 1908[13]
- †Bubalus platyceros (Lydekker, 1877)
- hegyi anoa (Bubalus quarlesi) (Ouwens, 1910)
- †Bubalus teilhardi (Young, 1932)
- †Bubalus wansijocki (Boule & Teilhard, 1928)
- †Bubalus youngi (Chow & Hsu, 1957)

### Fordítás
- Ez a szócikk részben vagy egészben  a   Bubalus című angol Wikipédia-szócikk ezen változatának fordításán alapul.  Az eredeti cikk szerkesztőit annak laptörténete sorolja fel. Ez a jelzés csupán a megfogalmazás eredetét és a szerzői jogokat jelzi, nem szolgál a cikkben szereplő információk forrásmegjelöléseként.
- Ez a szócikk részben vagy egészben  a   Bubalina#In_fossil_record című angol Wikipédia-szócikk ezen változatának fordításán alapul.  Az eredeti cikk szerkesztőit annak laptörténete sorolja fel. Ez a jelzés csupán a megfogalmazás eredetét és a szerzői jogokat jelzi, nem szolgál a cikkben szereplő információk forrásmegjelöléseként.